# کلیسای خورن مقدس
کلیسای خورن مقدس (ارمنی: Սուրբ Խորան եկեղեցի؛ ) یک کلیسا متعلق به کلیسای حواری ارمنی واقع در شهر داستاک، جمهوری خودمختار نخجوان جمهوری آذربایجان می‌باشد. ساخت و ساز این ساختمان در سده‌های ۱۲–۱۳ام میلادی؛ به پایان رسید. این بنا به سبک معماری ارمنی طراحی شده است.